# Рівночеревець решітчастий
Рівночеревець решітчастий (Orthetrum cancellatum) — вид бабок родини справжніх бабок (Libellulidae).

## Поширення
Вид досить поширений у помірних і субтропічних регіонах Євразії. Присутній у фауні України. Трапляється біля стоячих водойм.

## Опис
Велика бабка. Тіло завдовжки 45-55 мм, довжина черевця 27-35 мм, крила 33-41 мм. У самця черевце однотонне, білувато-блакитне; у самиці черевце — жовто-коричневе, з бічними жовтими плямами і двома чорними смугами, що йдуть зверху-вниз, утворюючи східчастий візерунок. З віком основний колір тьмяніє, стаючи сірим, іноді з білуватим нальотом. У самців очі зеленувато-блакитні, у самиць — оливкові або коричневі.
Личинки світлого забарвлення: жовті, жовто-коричневі, коричневі, сірі, з темними мітками і білими плямами на боках черевця, з волохатим тілом, завдовжки до 23-24 мм. Голова маленька, широка (5,5 мм). Ноги довгі, з різко обмеженими темними кільцями на стегнах всіх пар ніг. Черевце овально-видовжене, поступово розширюється до VI сегмента включно, а потім поступово звужується до кінця тіла.